# 세인트 지미
"세인트 지미"(St. Jimi)는 한국에서 제작된 정소영 감독의 2009년 영화이다. 이초희 등이 주연으로 출연하였다.

## 출연
- 이초희